# 化德县
化德县位于中国内蒙古自治区中南部，是乌兰察布市下辖的一个县，面積2528平方公里。

## 历史
清初，该地是张库大道的重要节点，又叫“嘉卜寺”，为蒙语音译词，意思是“山缝儿”，指两山对垒，中间有条沟谷。
1934年，由康保、商都析置化德设治局，後改名新明設治局。1936年德王领导的蒙古军政府将其改名德化市，1937年又改为德化县。日本投降後，國民政府于1946年10月底建立新明县。1949年1月中共改名化德县。
1960年化德县、商都镶黄旗合并为镶黄旗，1963年又复置化德县，属锡林郭勒盟。1970年改属乌兰察布盟。21世纪後随乌兰察布撤盟改市，属乌兰察布市。

## 气候
化德县地处中温带，属半干旱大陆性季风气候。屬典型的三北乾旱貧困區。因為雨量稀少，導致旱災頻繁。

## 人口
根據第七次人口普查數據，截至2020年11月1日零時，化德縣常住人口為95273人。
2004年，全縣總人口約有16萬人。化德县境内的汉语方言主要属于晋语张呼片。

## 行政区划
化德县下辖3个镇、3个乡：
长顺镇、朝阳镇、七号镇、德包图乡、公腊胡洞乡和白音特拉乡。

## 农业
化德县的自然生態環境和農業生產基本條件都較差。近年正發展暖棚溫室建設生產無公害蔬菜以及馬鈴薯。